# Dwars door België 1993
De 48e editie van Dwars door België werd verreden op woensdag 24 maart 1993. De start en finish lagen in Waregem, de afstand bedroeg 200 km.

## Wedstrijdverloop
158 renners gingen van start in Waregem. J. Mattheus begon aan een vroege solo, maar werd vlot bijgehaald. Op de klim van de Côte de les Hauts reden 34 renners weg, waaronder - op Demol na - de complete ploeg van Museeuw. Tijdens de klim van de Valkenberg probeerden Bomans en Sergeant weg te komen, dit lukte echter niet. Bij volgende beklimming van de Eikenberg probeerden Museeuw, Wauters, Ballerini en Van Hooydonck te ontsnappen, maar ook deze poging had geen succes. Ballerini probeerde het daarna nogmaals op de Oude Kwaremont en was nu wel succesvol. Hij kwam 15 seconden voor te liggen. Museeuw, Van Petegem, Sergeant en Maassen probeerden daarna bij Ballerini in het wiel te komen, echter zonder succes. Uiteindelijk wisten Planckaert, Peeters en Museeuw bij Ballerini te komen. In Waregem lag dit viertal een minuutje voor op de achtervolgende groep. De sprintersploegen zetten hun overgebleven knechten aan het werk en het gat werd zienderogen kleiner. Toen het nog een halve minuut bedroeg viel Museeuw aan op de Nokereberg. Ballerini wist bij hem te komen. Planckaert zat in de tang bij de ploeg van Museeuw en werd uiteindelijk net voor de grote meute derde. Museeuw en Ballerini sprinten voor de winst, waarbij Museeuw zonder al te veel moeite de overwinning opeist in deze editie van Dwars door België.

## Hellingen
De volgende hellingen moesten in de editie van 1993 beklommen worden:

## Uitslag
| Dwars door België 1993 |                         |       |       |
| Plaats                 | Naam                    | Ploeg | Tijd  |
| Winnaar                | Johan Museeuw           |       | 4u59' |
| 2                      | Franco Ballerini        |       | z.t.  |
| 3                      | Jo Planckaert           |       | + 6"  |
| 4                      | Wilfried Peeters        |       | z.t.  |
| 5                      | Johan Capiot            |       | z.t.  |
| 6                      | Carlo Bomans            |       | z.t.  |
| 7                      | Olaf Ludwig             |       | z.t.  |
| 8                      | Michel Cornelisse       |       | z.t.  |
| 9                      | Marc Sergeant           |       | z.t.  |
| 10                     | Jean-Pierre Heynderickx |       | z.t.  |

1945 · 1946 · 1947 · 1948 · 1949 · 1950 · 1951 · 1952 · 1953 · 1954 · 1955 · 1956 · 1957 · 1958 · 1959 · 1960 · 1961 · 1962 · 1963 · 1964 · 1965 · 1966 · 1967 · 1968 · 1969 · 1970 · 1971 · 1972 · 1973 · 1974 · 1975 · 1976 · 1977 · 1978 · 1979 · 1980 · 1981 · 1982 · 1983 · 1984 · 1985 · 1986 · 1987 · 1988 · 1989 · 1990 · 1991 · 1992 · 1993 · 1994 · 1995 · 1996 · 1997 · 1998 · 1999 · 2000 · 2001 · 2002 · 2003 · 2004 · 2005 · 2006 · 2007 · 2008 · 2009 · 2010 · 2011 · 2012 · 2013 · 2014 · 2015 · 2016 · 2017 · 2018 · 2019 · 2020 · 2021 · 2022 · 2023 · 2024

Lijst van beklimmingen